# Max Evans
Pour le personnage de la série télévisée, voir Max Evans (personnage).

a Compétitions nationales et continentales officielles uniquement.

b Matchs officiels uniquement.
Dernière mise à jour le 13 juillet 2015.
Maxwell Brian Evans dit « Max Evans », né le 12 septembre 1983 à Torquay (Angleterre), est un joueur international écossais de rugby à XV évoluant aux postes de centre ou d'ailier (1,78 m pour 86 kg). Il a joué dans le Top 14 au sein du club du Castres olympique. Il est le frère aîné de l'ancien international écossais Thom Evans.

## Biographie
En dépit de ses origines principalement guatémaltèques, Max Evans a choisi de représenter l'Écosse, au bénéfice de son grand-père paternel écossais. Sa première sélection internationale pour l'équipe d'Écosse a lieu en novembre 2008, lors d'une rencontre contre le Canada. Il est le frère aîné de Thom Evans, lui aussi sélectionné en équipe nationale écossaise pour le Tournoi des Six Nations 2009. Ils sont ainsi le vingtième duo de frères à jouer sous les couleurs de l'Écosse,. Il a par ailleurs posé, avec son frère, pour le calendrier Les Dieux du stade 2010. 
Recruté au poste de centre, Max Evans sera le plus souvent aligné comme ailier au Castres olympique.
Avec le Castres Olympique, Max Evans joua les 1/2 Finale du Top14 en 2012 contre le Stade Toulousain. Alors qu'il doit marquer l'essai de la victoire du Castres olympique il est repris par l'international Vincent Clerc pratiquement dans l'en-but du club toulousain. L’essai ne sera pas marqué et le CO est éliminé. Auteur d'une bonne saison (18 matchs du Top 14), il est un joueur clé du CO.
Il participe à la Coupe d'Europe Hcup en 2011, 2012, 2013, 2014 et 2015.
Il remporte le Challenge Armand Vaquerin en 2012 avec le CO.
Lors de la saison 2012/2013, il participe petitement à la réussite du club tarnais, champion de France face au RC Toulon. Rarement aligné du fait de la concurrence de M. Andreu, M. Garvey et autre R. Martial, il se fait une place de joueur polyvalent de la ligne d'attaque castraise (9 matchs et 1 essai en Top 14).
La saison suivante est plus laborieuse pour son équipe mais le Castres olympique reste dans le haut du classement. Plus souvent aligné (15 matchs et 1 essai en championnat) M. Evans et le Castres olympique atteignent une nouvelle fois la finale, battus par le RC Toulon.
La saison 2014/2015 est difficile, le CO végète en fin de classement. M. Evans est régulièrement aligné jusqu'à la mi-saison (10 matchs et 1 essai) mais il n'est pas conservé par le club à la fin de la saison.

## Palmarès
Avec le Castres Olympique
- Top 14 :
  - Champion (1) : 2013
  - Vice-champion (1) : 2014
- Challenge Armand Vaquerin :
  - Vainqueur (1) : 2012

## Statistiques en équipe nationale
- 44 sélections (27 fois titulaire, 17 fois remplaçant)
- 15 points (3 essais).
- Sélections par année : 1 en 2008, 5 en 2009, 9 en 2010, 9 en 2011, 8 en 2012, 5 en 2013, 7 en 2014
- Tournois des Six Nations disputés : 2009, 2010, 2011, 2012, 2013, 2014

En Coupe du monde :
- 2011 : 4 sélections (Roumanie, Géorgie, Argentine, Angleterre)